# 怒江蒿
怒江蒿（学名：Artemisia nujiangensis）为菊科蒿属的植物，为中国的特有植物。分布于中国大陆的西藏、云南等地，生长于海拔2,250米的地区，多生长在稀疏有刺的灌丛中、局部地区成片生长、并成为小区域植物群落的建群种、河谷或优势种，目前尚未由人工引种栽培。

## 别名
云南蒿、怒江变种（植物分类学报）

## 异名
- Artemisia yunnanensis J. F. Jeffrey ex Diels var. nujianensis Ling et Y. R. Ling